# Église Saint-Sébastien de Manglieu
L'église Saint-Sébastien est une ancienne abbatiale de style roman auvergnat située à Manglieu, dans le département du Puy-de-Dôme en région Auvergne-Rhône-Alpes.

## Historique
L'abbaye aurait été fondée à Manglieu - Magnus locus ?  - vers 656 par saint Genès, évêque de Clermont-Ferrand vers 650-662, qui y a été enterré. La terre appartenait à la famille de saint Genès, à proximité de la voie antique reliant Clermont à Nîmes et traversé par l'Ailloux, affluent de l'Allier. Il a nommé le premier abbé, Evodius.
On est renseigné sur l'abbaye et ses églises, au début du VIIIe siècle, dans une vie de saint Bonnet, à l'époque où cet évêque de Clermont s'est retiré dans la vallée. Le rédacteur de la vie de saint Bonnet décrit une abbaye enfermée dans une clôture munie de trois portes. Deux églises s'élevaient à l'intérieur, une dédiée à la Vierge, l'autre aux Apôtres. L'église des Apôtres était couverte d'une charpente. Elle était décorée d'arcades et de colonnes travaillées à l'antique. Il y avait un cloître et un verger. Le chœur à chevet plat de l'église des Apôtres montre l'architecture d'un édifice préroman.
C'était une abbaye bénédictine comptant parmi les plus grandes du royaume d'Aquitaine.
Certains historiens, comme Mallay dans ses Essais sur les églises du Puy-de-Dôme de 1838, ont écrit que le monastère aurait été pris sous sa protection par Charlemagne en 806 en lui donnant des lettres patentes en août, et reconstruit par Louis le Pieux, en 812, alors qu'il était roi d'Aquitaine, ou en 819. Les privilèges de l'abbaye ont été confirmés par le roi Pépin Ier d'Aquitaine en 834. Cette charte accorde des immunités au monastère, protège ses possessions, défend aux juges royaux d’y rentrer, et déclare qu’il ne devra que des prières pour le bonheur et la prospérité de l’État.
Le monastère aurait subi des destructions au cours d'une invasion normande, au milieu du IXe siècle.
L'église a reçu en 959 des reliques de saint Sébastien rapportées de Soissons. Elle est placée sous ce vocable à cette date. Gallia Christiana donne une autre origine, probablement légendaire.
En 1173, l'abbé de Manglieu se plaint au roi de Louis le Jeune de ce qu'un certain Chatard-Bozot, chef des routiers, pille ses domaines, s'empare des droits de péage et arrête les pèlerins qui apportent des offrandes à saint Sébastien. Il avait au préalable demandé l'aide de son évêque, Étienne de Mercœur, qui le lui avait refusé. Le roi commande à l'évêque de protéger Manglieu. L'évêque n'accepte de protéger l'abbaye qu'à la condition que l'abbé Armand de Montboissier se déclare son vassal.
L'abbaye a été chef d'ordre jusqu'au 3 septembre 1716, puis est rattachée à l'Étroite observance de l'ordre de Cluny pour ne plus dépendre de l'évêque de Clermont.
La Gallia Christiana indique que l'abbé Claude Du Prat restaura l'église, la salle capitulaire et les autres bâtiments monastiques en 1517. Le même texte indique que l'abbé Chazeron a construit le réfectoire en 1550.
Le clocher carré surmontant le narthex a été remonté, vers 1610, par l'abbé Guillaume II Montmorin d'après la Gallia Christiana.
L'abbaye est supprimée en 1777. L'église abbatiale est devenue paroissiale.

## Statut patrimonial
L'église fait l'objet d'un classement au titre des monuments historiques depuis 1840 : elle fit partie de la première liste de monuments historiques français, la liste des monuments historiques protégés en 1840.

## Architecture

### Architecture extérieure
On accède au bas-côté sud par un portail en plein cintre placé sur la façade méridionale. Ses voussures sont formées de trois baguettes séparées par des gorges dans lesquelles ont été sculptées des têtes de clous et des étoiles à quatre branches. Les piédroits sont des colonnes dégagées avec des chapiteaux à feuillages. Cette porte doit dater de la fin du XIIe siècle.
Les murs de la nef sont soutenus par des contreforts amortis en bâtière et munis de gargouilles recevant les eaux par les arcs-boutants placés au-dessus des collatéraux pour tenir les voûtes hautes du vaisseau central.
Il subsiste quelques éléments du cloître sur le flanc nord de l'abbatiale.

Architecture extérieure
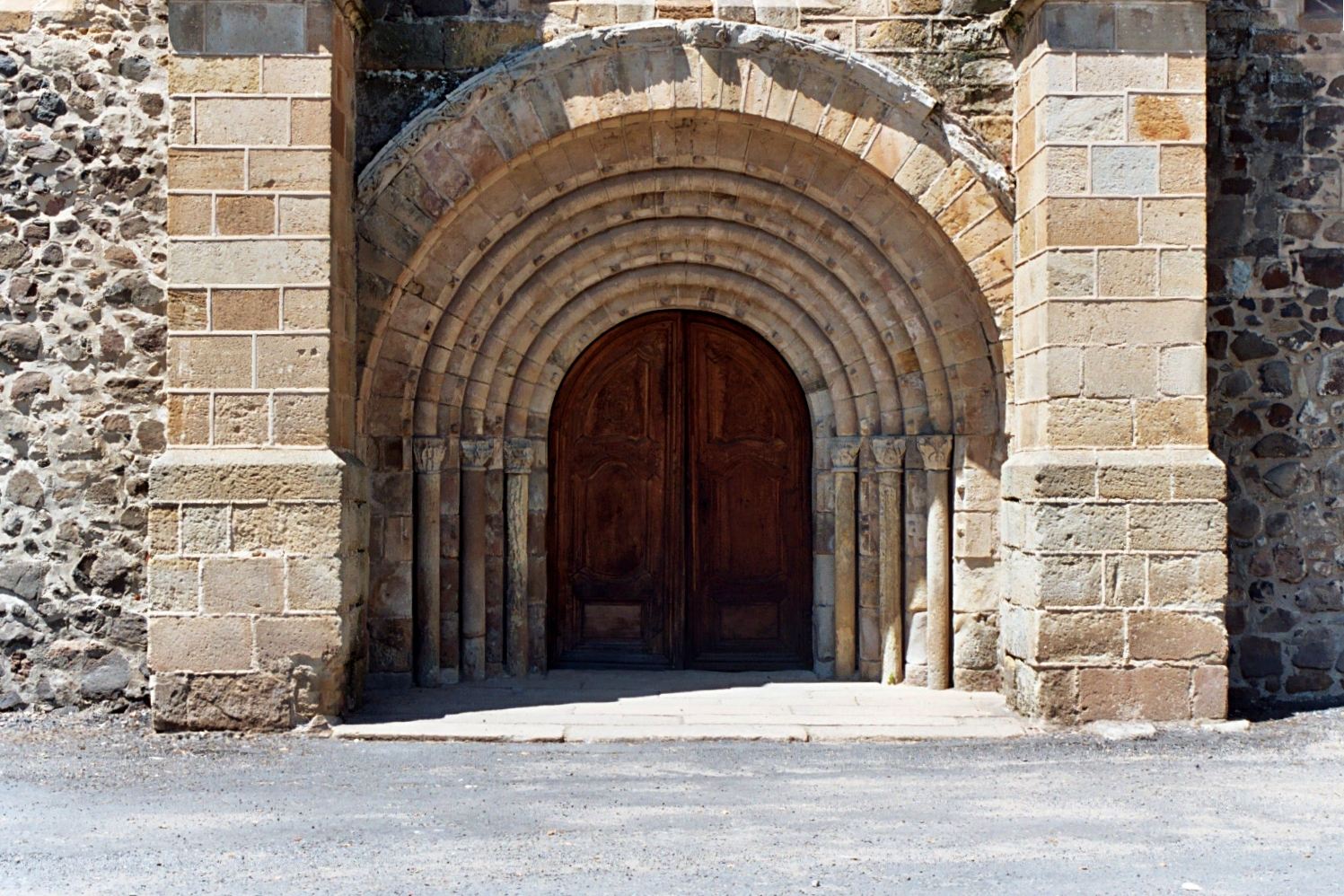
Le portail méridional .
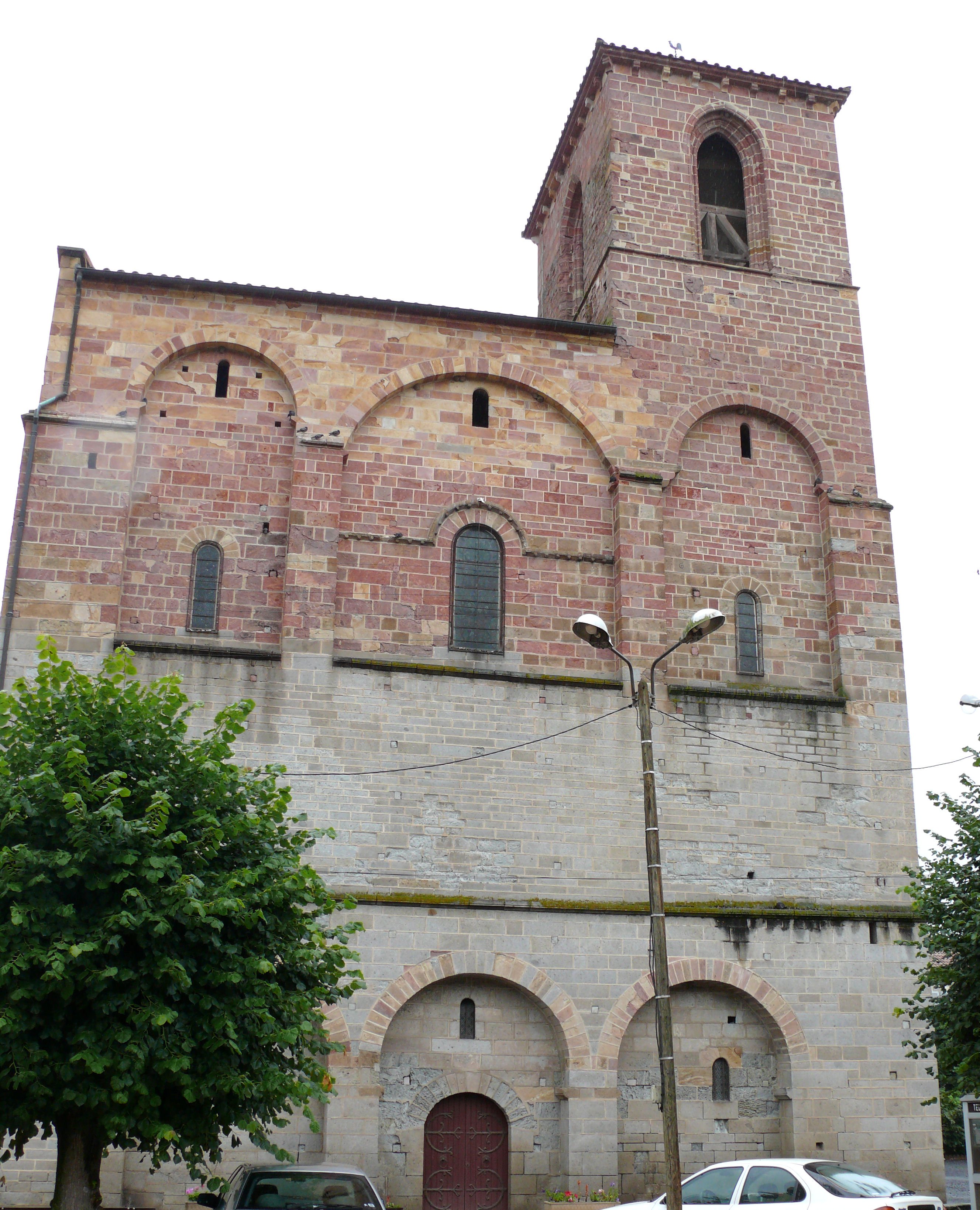
La façade occidentale et le clocher .
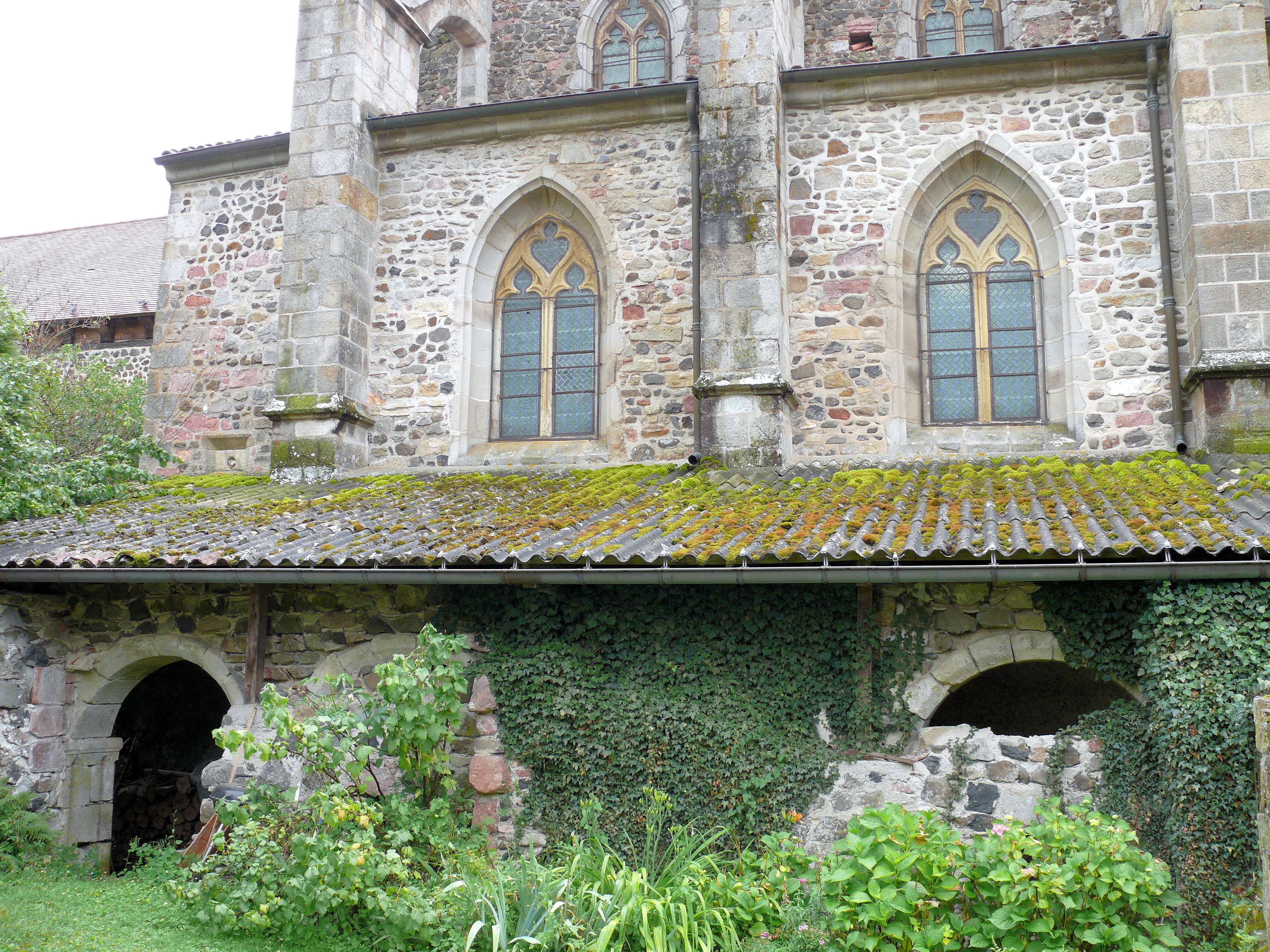
Vestiges du cloître .

### Architecture intérieure

#### Narthex
D'importantes restaurations de l'église sont faites à partir du XIIe siècle.
Il en subsiste un narthex avec tribune à l'ouest qui reprend l'architecture qu'on peut voir dans les grandes églises d'Auvergne et s'ouvrant sur la nef centrale par trois arcades en plein cintre avec des colonnettes intermédiaires géminées, et par deux arcades sur les nefs latérales. Il comprend trois vaisseaux. Le mur occidental de la travée centrale de la tribune est creusé de deux niches cintrées ressemblant à des absidioles. On retrouve à Notre-Dame-du-Port, à la tribune occidentale de Saint-Benoît-sur-Loire et à Romainmôtier.
On accède à la tribune par deux escaliers. Celui du nord est à vis. Celui du sud est formé de deux gradins se coupant à angle droit et voûté d'un berceau en plein cintre. Les chambres des cloches ont été voûtées d'ogives à la fin du XIVe siècle.
La construction du porche semble avoir préludé la reconstruction complète de l'église. La disposition de la dernière travée près du chœur, plus courte que les autres, laisse à penser que cette reconstruction n'a pas été terminée et devait entraîner la démolition du chœur.

Le narthex
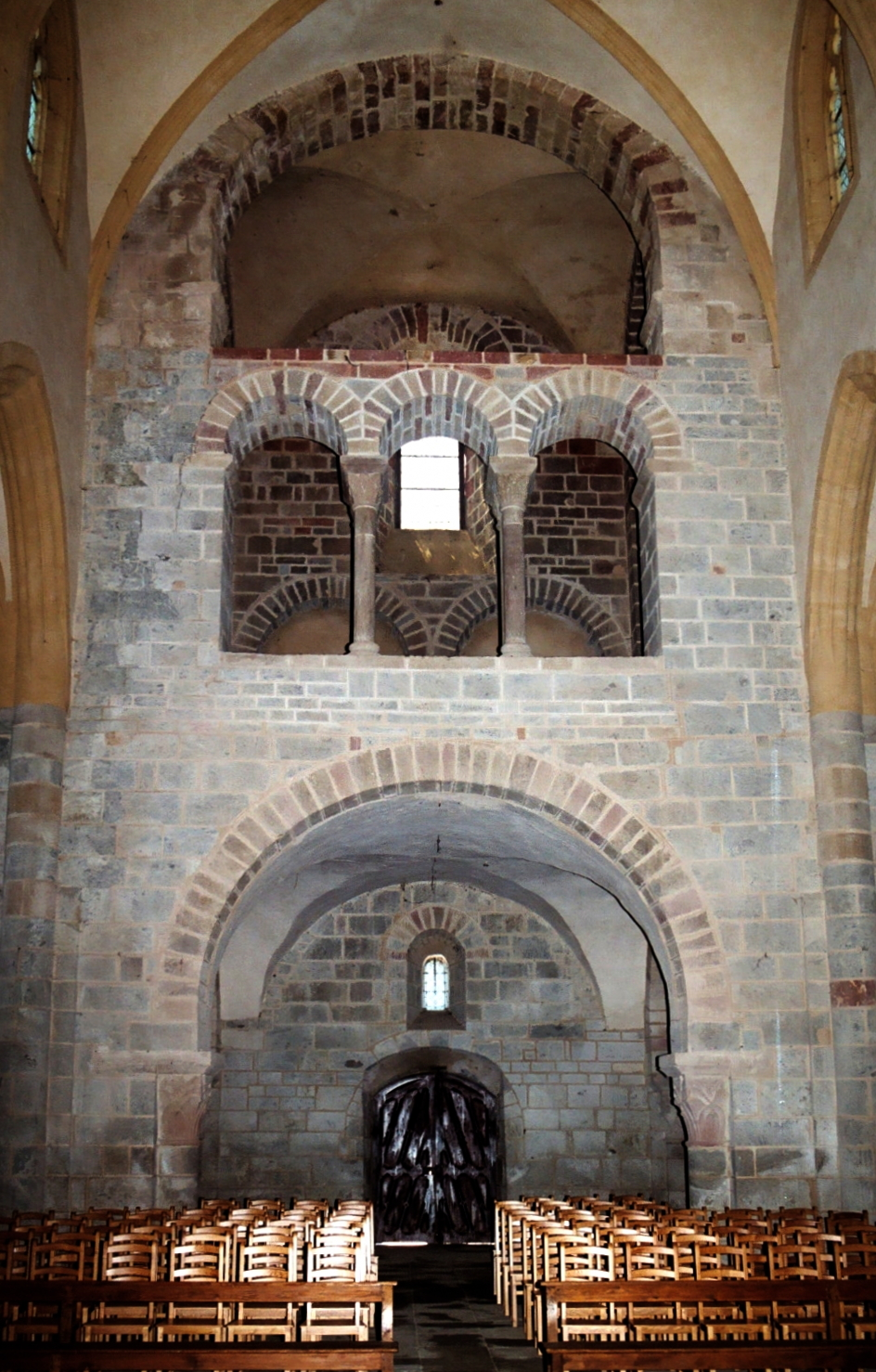
Le narthex et les baies de la tribune vus de la nef.
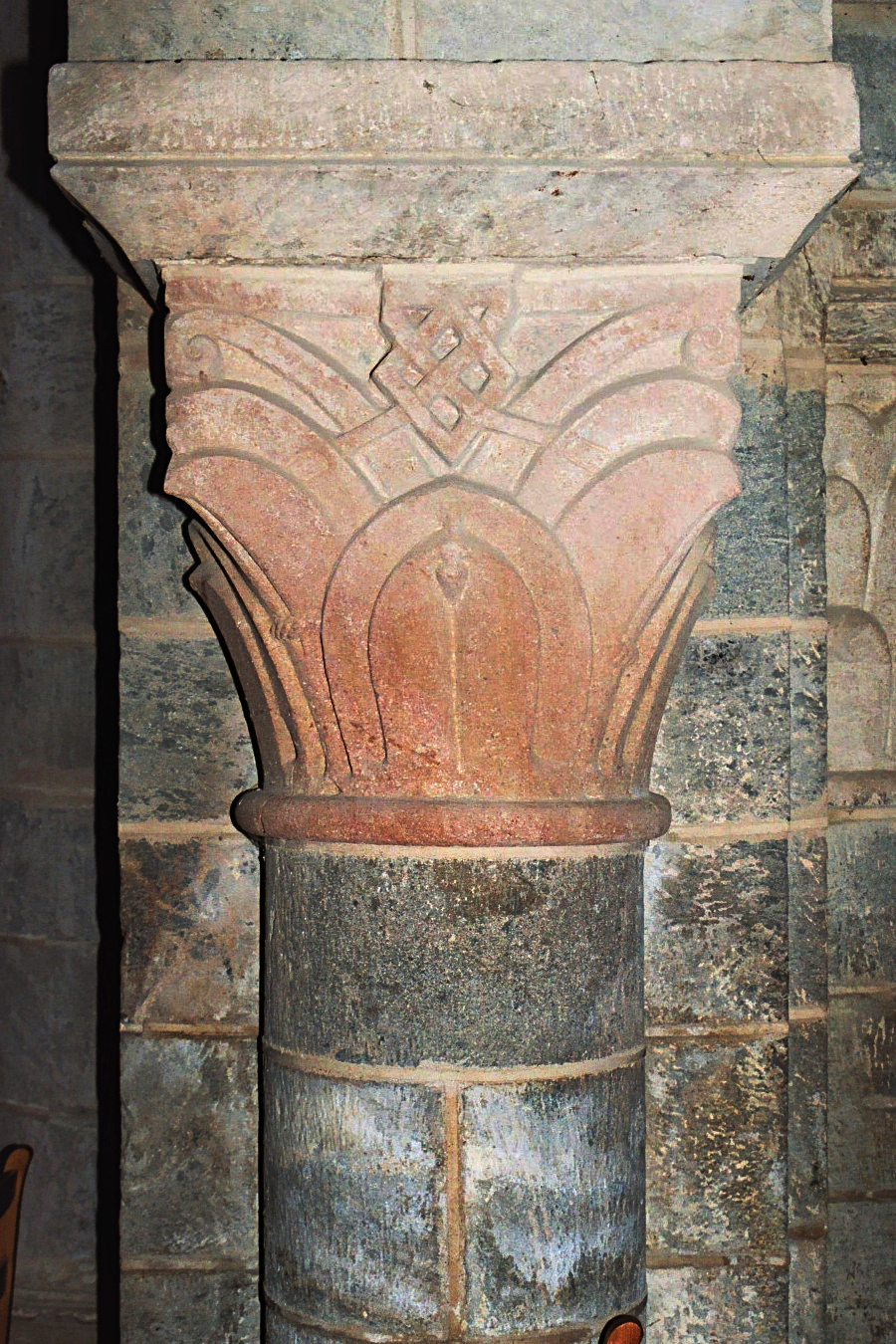
Chapiteau du narthex.
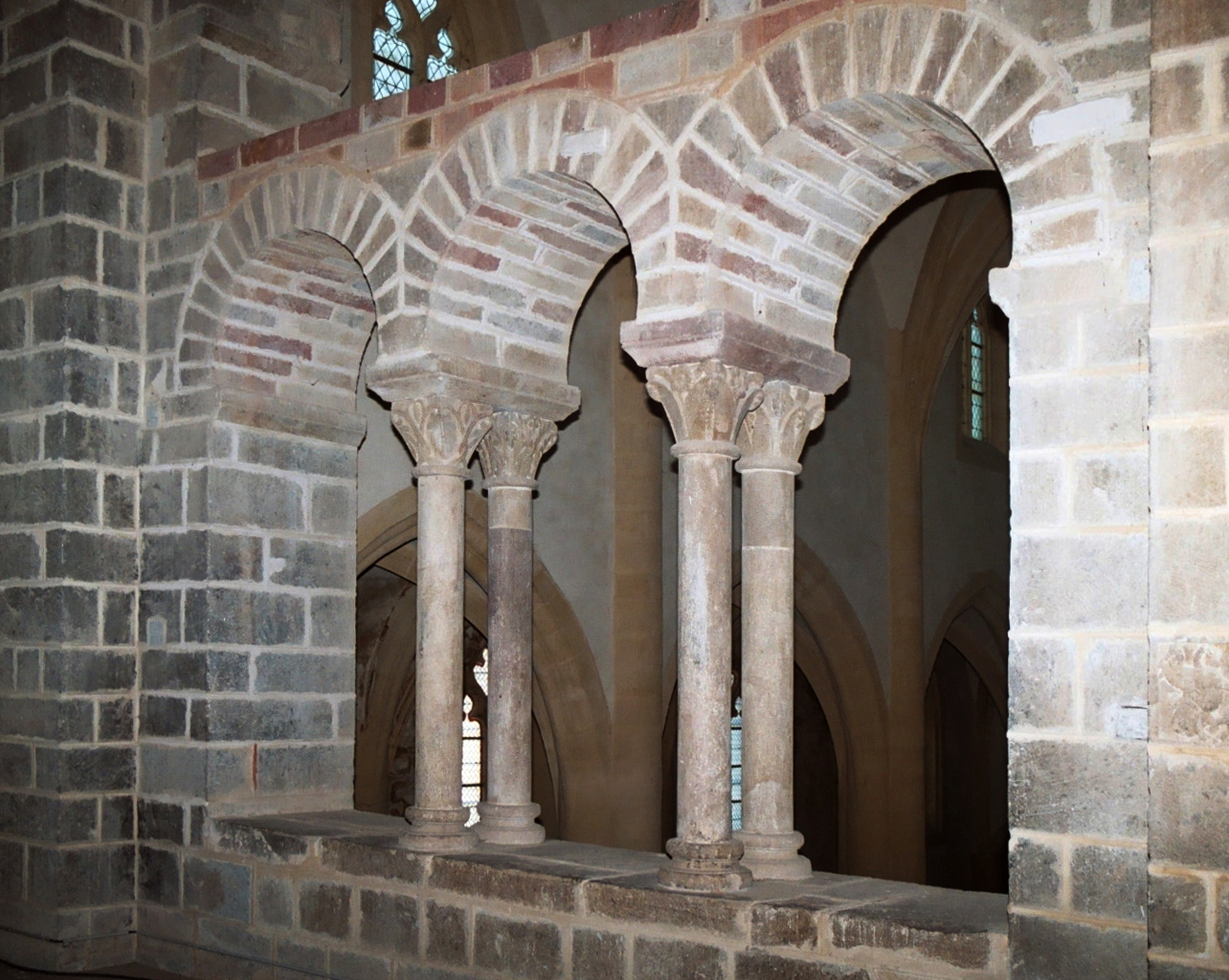
Baies de la tribune du narthex.
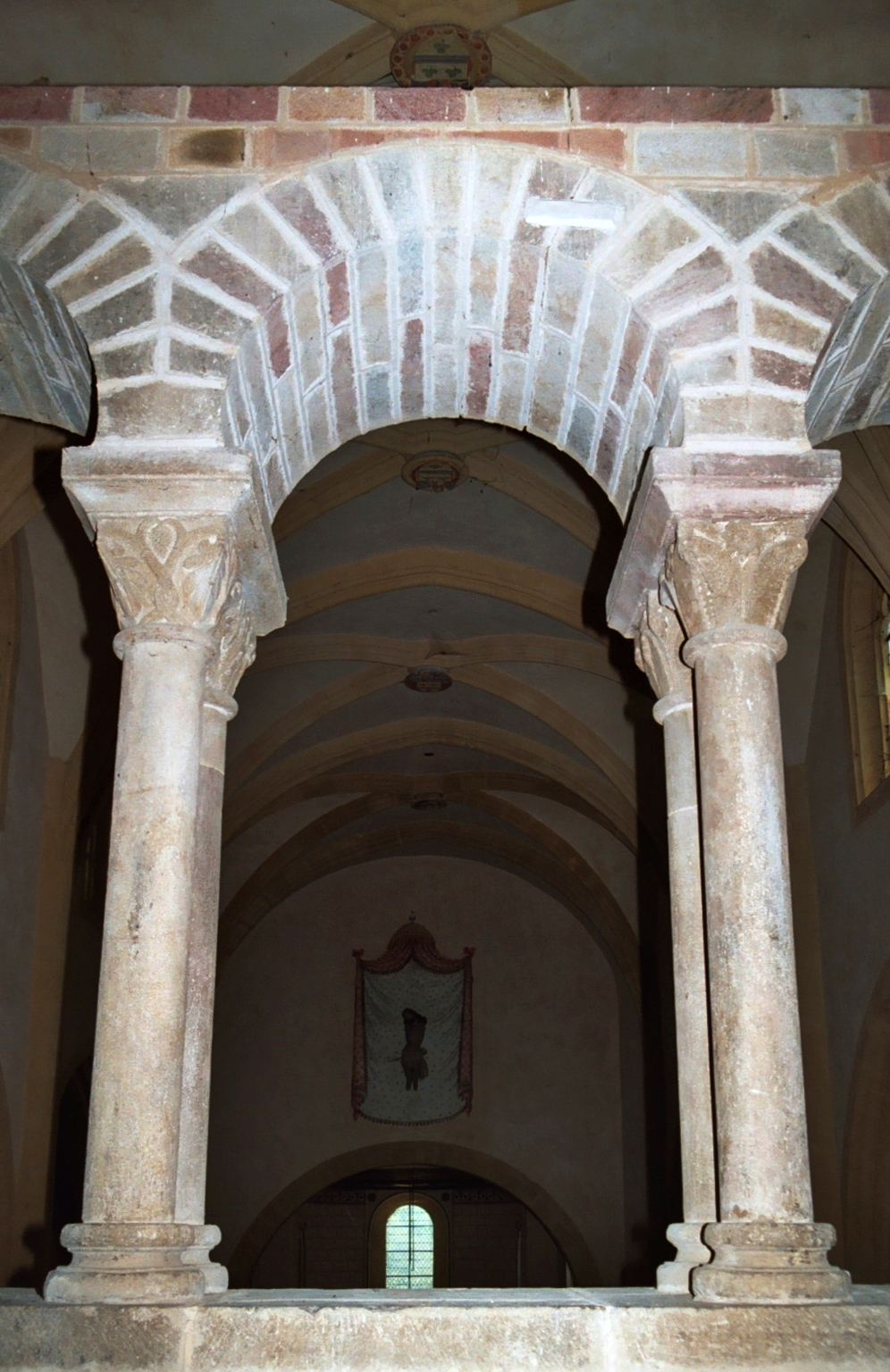
Colonnettes géminées.

#### Nef et chœur
La nef a été reconstruite au XVIe siècle au-dessus des murs latéraux romans mais percés de fenêtres de style gothique. Les voûtes ogivales ont été construites en les appuyant sur les murs romans.
Le plan du chœur est très simple. Il se compose d'une travée rectangulaire à laquelle fait suite une travée carrée. Ce type de plan se rencontre dans les églises construites entre le VIIe et le  IXe siècle. Des restaurations anciennes et des enduits modernes ne permettent pas de juger de l'ancienneté de l'édifice à l'intérieur. À l'extérieur, on voit qu'il est construit avec un appareil irrégulier formé de petits moellons et de pierres de taille de grande dimension. Sur le chevet plat, on remarque la trace d'un fronton triangulaire fait de briques plates saillantes.
À l'entrée du chœur, de part et d'autre, sous l'arc triomphal, se trouvent deux colonnes antiques en marbre cipolin portant des chapiteaux corinthiens en marbre des Pyrénées inspirés de l'antique. On peut voir des exemples semblables datant du VIIe siècle à Jouarre, Poitiers ou Nantes. Ces colonnes peuvent remonter à l'époque mérovingienne et être celles décrites dans la vie de saint Bonnet. Pour Jean Hubert, ces colonnes ont été mises à cette place au XVe siècle.
La charpente couvrant le chœur a été étudiée par Henri Deneux à l'occasion du Congrès archéologique de 1924. Il a indiqué qu'elle n'était pas antérieure à la seconde moitié du XIIIe siècle.

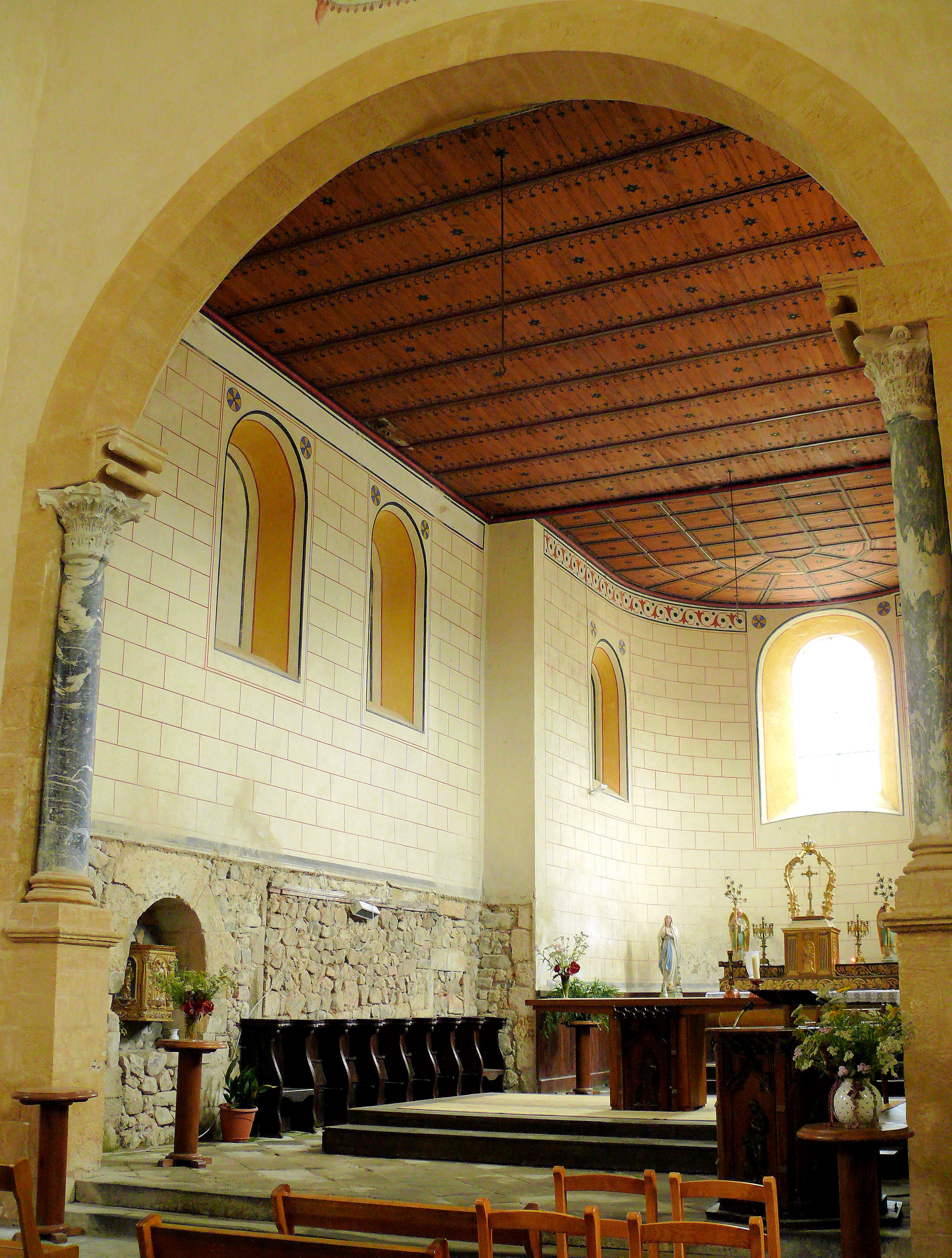
Le chœur et les colonnes de style antique supportant l'arc triomphal.
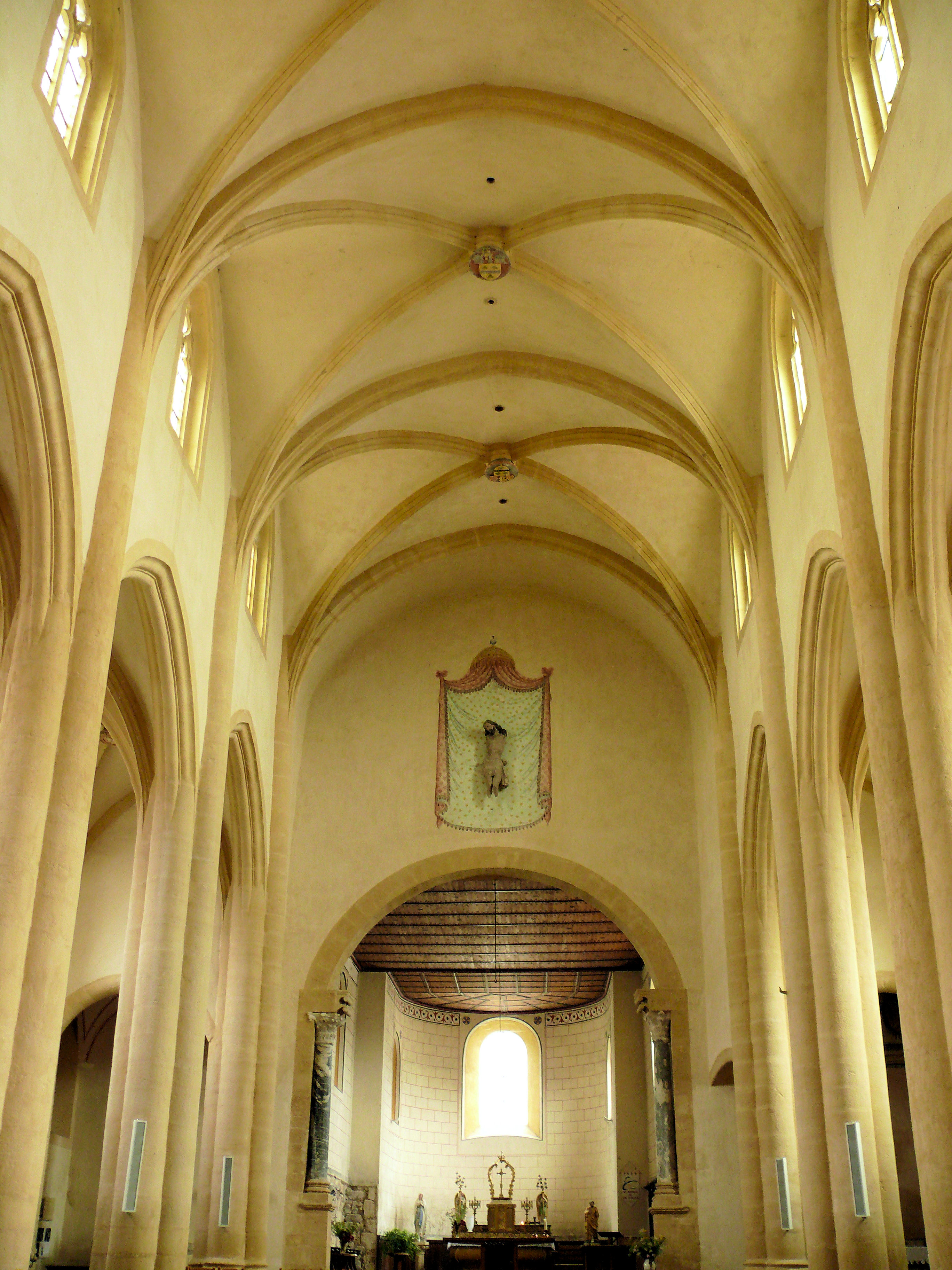
La nef, l'arc triomphal à l'entrée du chœur et les deux colonnes de style antique.
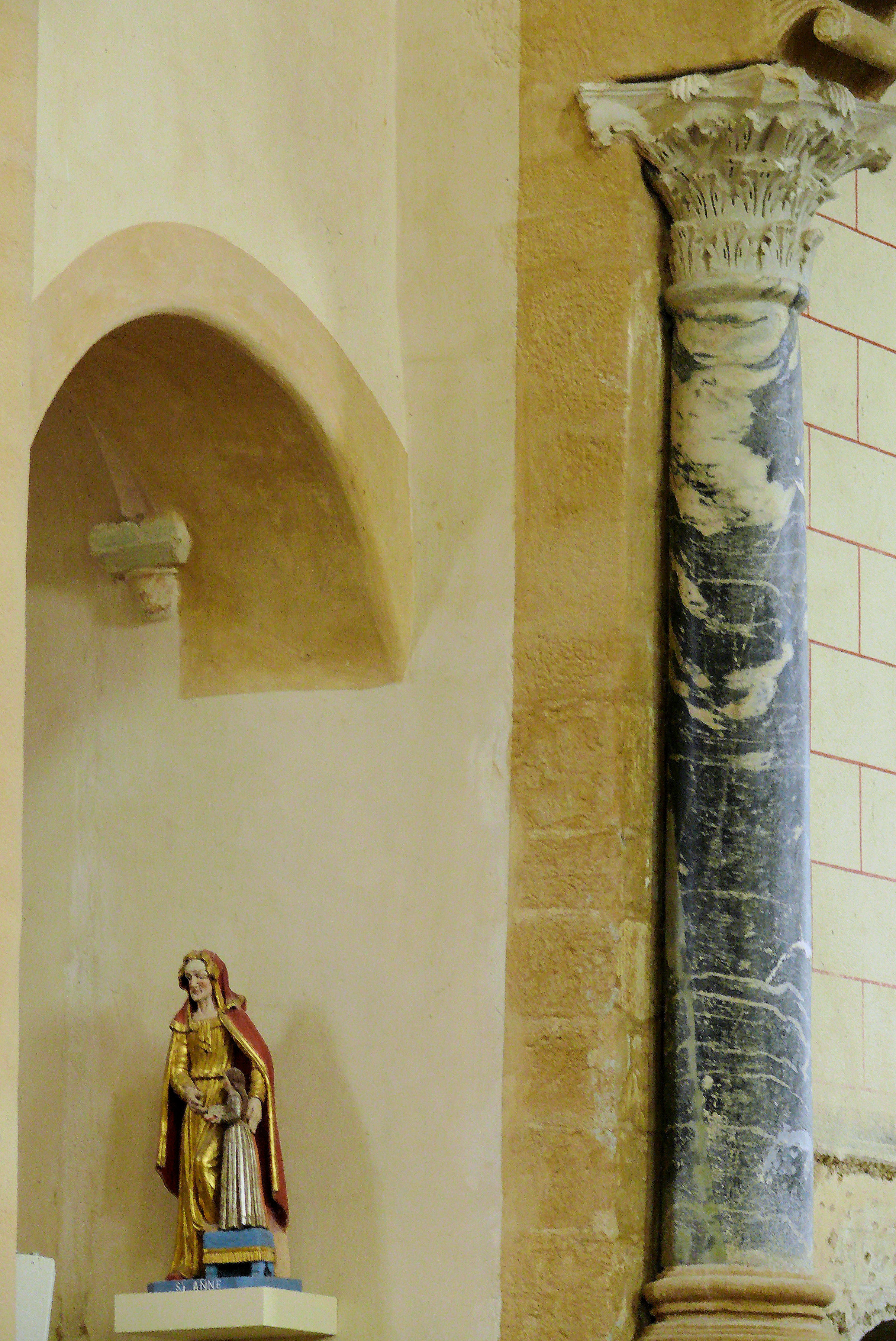
Une des colonnes de style antique avec son chapiteau.
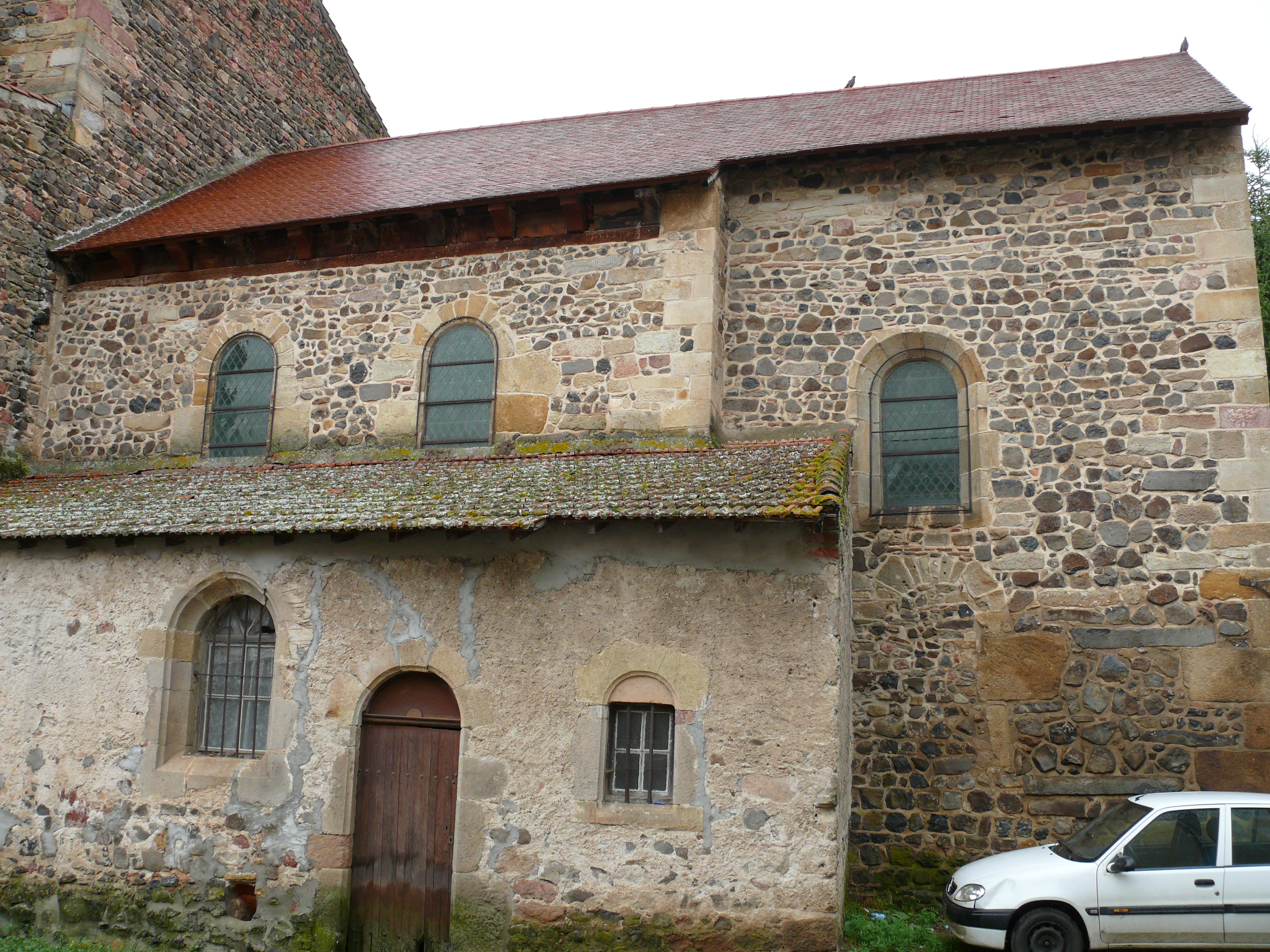
La façade extérieure du chœur.

## Mobilier
L'église conserve dans le narthex un cercueil du XIe siècle creusé d'un emboîtement destiné à la tête et orné d'arcatures extérieures.
À côté, on trouve deux plaques tumulaires. Une est richement ornée d'un chrisme accompagné de l'A et de l'Ω entourés de feuillage. En dessous ont été sculptées dans quatre compartiments des arêtes. Pour François Deshoulières, cette plaque appartient à un sarcophage rattaché à l'école d'Aquitaine. Il doit pouvoir remonter au début du VIe siècle. L'autre sarcophage, enrichi de pampres et de feuilles de vigne, est carolingien.
On trouve aussi un bénitier en marbre quadrilobé et des fonts baptismaux.

Mobilier
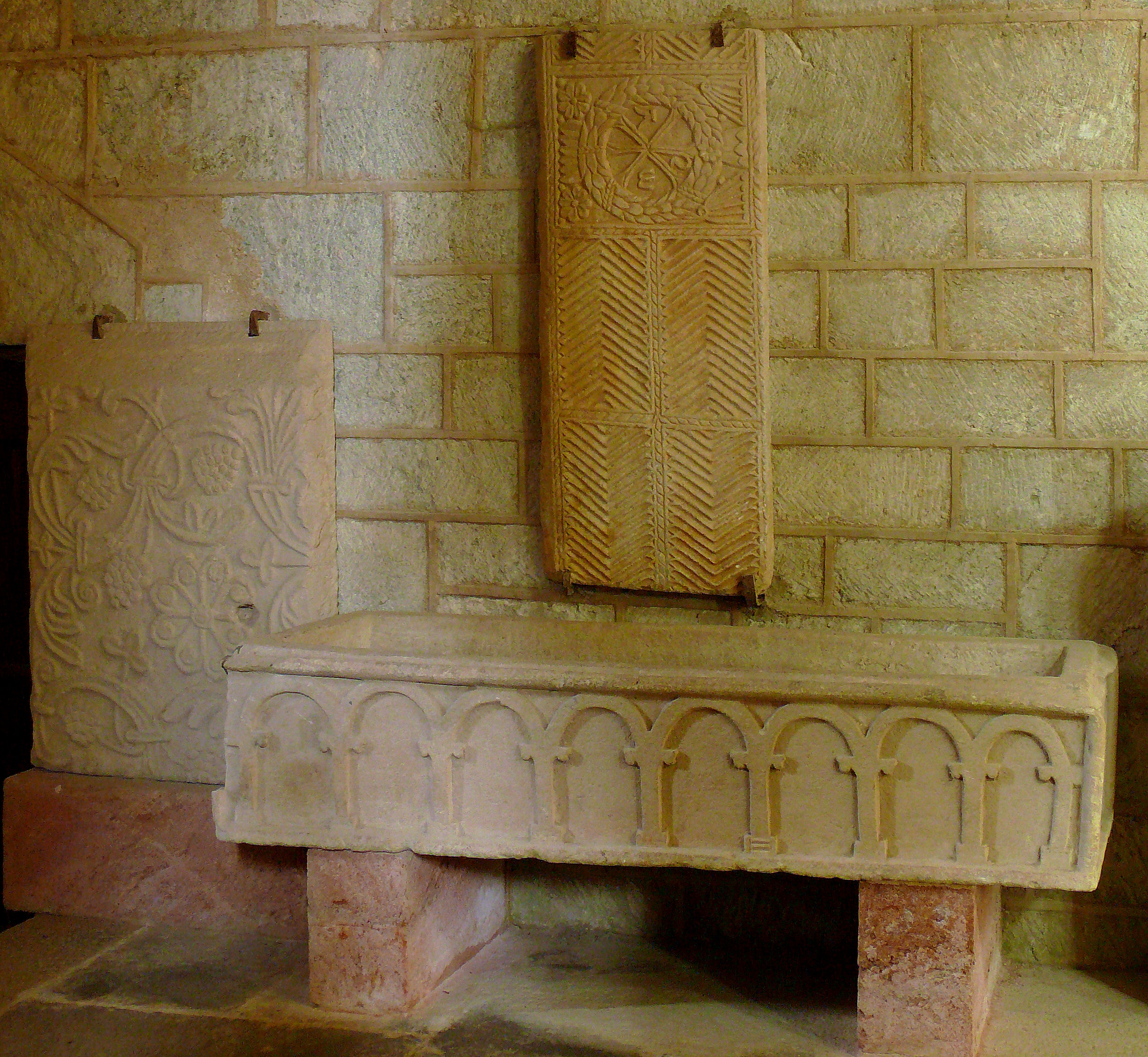
Le sarcophage du XIe siècle sous les plaques tumulaires mérovingienne et carolingienne.
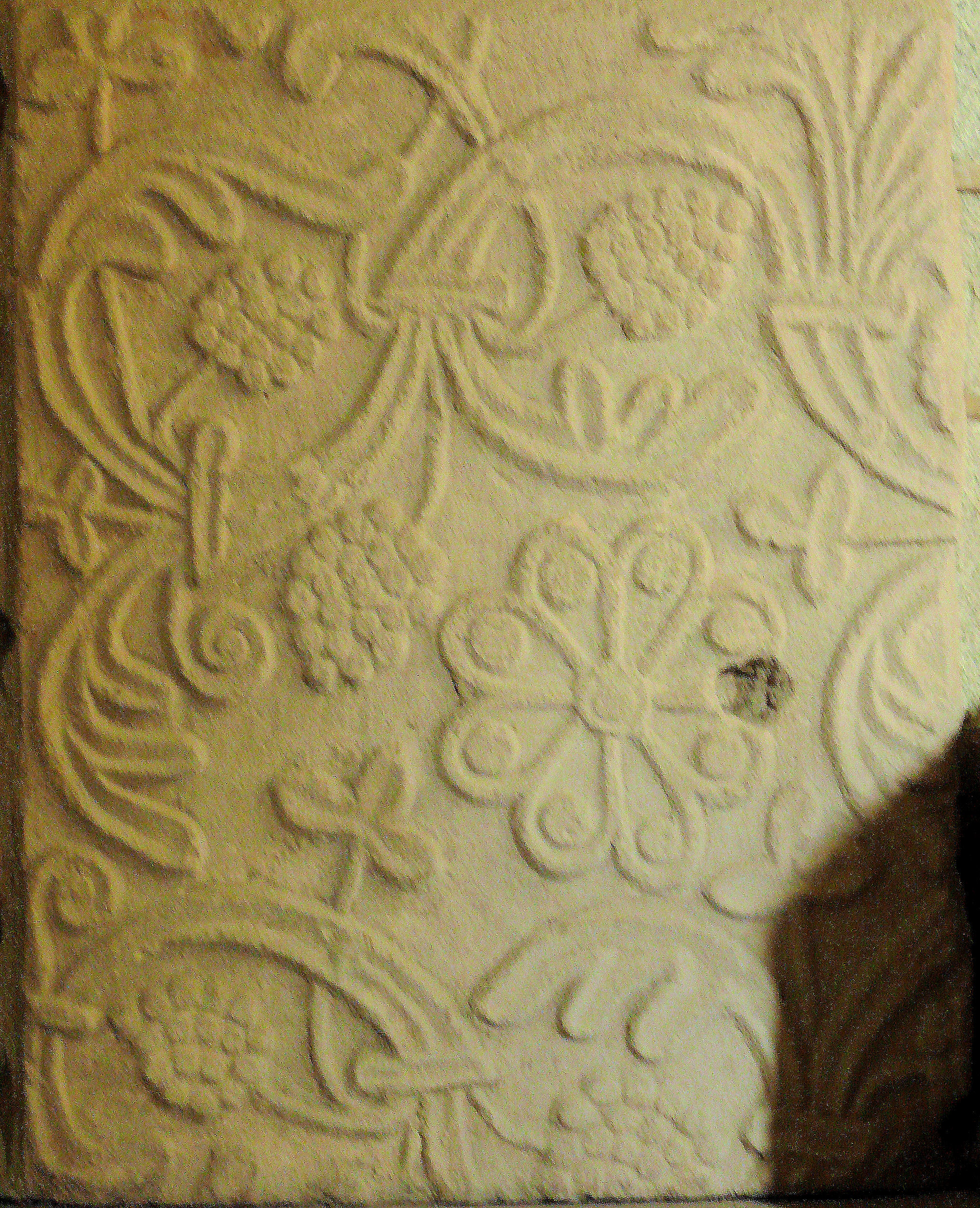
Plaque d'un sarcophage carolingien.